# Celebesspookdier
Het celebesspookdier (Tarsius tarsier of verouderd Tarsius spectrum) is een zoogdier uit de familie van de spookdiertjes (Tarsiidae). De wetenschappelijke naam van de soort werd voor het eerst geldig gepubliceerd door Johann Christian Polycarp Erxleben in 1777.

## Leefwijze
Deze soort leeft diep in het oerwoud tussen bamboe en kleine bomen. Het is een nachtdier dat zich zelden op de grond begeeft. Tot lopen is het diertje niet in staat en verplaatst zich dan al huppend op zijn achterpootjes over de grond. Afstanden tussen bomen van wel zes meter weet het diertjes nog springend te overbruggen. De lichaamslengte varieert tussen de 95 en 110 millimeter.

## Verspreiding
Deze soort komt alleen nog voor het eiland Selayar. Voorheen werd deze soort als wijdverspreide soort over Sulawesi gerekend, maar sindsdien zijn een groot aantal soorten hiervan afgesplitst. Alle 11 andere soorten uit het geslacht Tarsius werden in het verleden tot het Celebesspookdier gerekend. De spookdiertjes van het zuidoostelijke schiereiland van Sulawesi zijn waarschijnlijk een aparte soort die nog niet beschreven is, voorlopig worden deze populaties vaak tot het Celebesspookdier gerekend.